# Black Mountain (gruppo musicale)
I Black Mountain sono un gruppo canadese di rock psichedelico costituitosi nel 2004 a Vancouver, Columbia Britannica. I membri della band sono Stephen McBean, Amber Webber, Matt Camirand, Jeremy Schmidt e Joshua Wells.
La band riprende, con uno sguardo al presente, le sonorità psichedeliche e sperimentali di gruppi come Pink Floyd o The Velvet Underground, l'hard blues degli anni settanta che richiamano band come Led Zeppelin e Black Sabbath, unite ad un incedere ipnotico e cupo con echi folk e stoner rock .

## Storia
Nato sulle ceneri di un precedente gruppo, i Jerk with a Bond, di cui facevano parte Stephen McBean e Joshua Wells il gruppo si trasforma in un vero e proprio collettivo chiamato Black Mountain Army, che promuove anche side-project paralleli dei componenti del gruppo. Prima pubblicazione del collettivo è il primo album omonimo dei Pink Mountaintops, progetto shoegaze di McBean nel cui gruppo vengono esplorati alcuni dei suoi lati più sperimentali e inoltre vi collaborano molti degli stessi musicisti dei Black Mountain.
L'esordio del gruppo avviene qualche mese più tardi con l'EP Druganaut. Ma che l'album di debutto omonimo che il gruppo ottiene ottime recensioni dalla critica grazie all'abile miscela di hard rock e psichedelia. Brano trainante dell'album è Dont Run Our Hearts Around.
Dopo il secondo capitolo dei Pink Mountaintops esce il secondo album del gruppo, In the Future, dove ampliano il raggio d'azione aggiungendo anche elementi di rock progressivo e folk. L'album viene valutato ottimamente dalla critica tanto da raggiungere la finale del Polaris Music Prize 2008  e ricevere la nomination di "Miglior Album Alternativo" ai Juno Awards del 2009.
Il loro terzo album, Wilderness Heart del 2010, registrato tra Seattle e Los Angeles si spinge verso una maggiore rivalutazione del sound folk americano, sempre affiancato al loro classico suono di matrice hard psichedelico.
Nel 2012 sono autori della colonna sonora del film Year Zero nella quale incidono nuovi pezzi e dove sperimentano nuovi soluzioni sonore.

## Formazione
- Stephen McBean - voce, chitarra
- Amber Webber - voce
- Matt Camirand - basso
- Jeremy Schmidt - mellotron, organo
- Joshua Wells - batteria

## Discografia

### Album in studio
- 2005 - Black Mountain (Jagjaguwar)
- 2008 - In the Future (Jagjaguwar)
- 2010 - Wilderness Heart (Jagjaguwar)
- 2016 - IV
- 2017 - Let Spirits Ride
- 2019 - Destroyer

### Colonne sonore
- 2012 - Year Zero (Jagjaguwar)

### EP
- 2004 - Quiet Weather Singles Series (Spirit of Orr) - Album split con i Destroyer
- 2004 - Druganaut (Jagjaguwar)
- 2006 - Stormy High (Suicide Squeeze)
- 2008 - Bastards of Light (Jagjaguwar)
- 2008 - Lucy Brown (Sub Pop)
- 2011 - Rollercoaster b/w in the Drones (Jagjaguwar)

### Singoli
- 2004 - Druganaut (Jagjaguwar)
- 2010 - The Hair Song (Jagjaguwar)
- 2010 - Old Fangs (Jagjaguwar)
- 2011 - Rollercoaster (Jagjaguwar)

## Riconoscimenti
L'album In the Future è stato finalista al Polaris Music Prize ed ha ricevuto la nomination di "Miglior Album Alternativo" ai Juno Awards del 2009.